# Taupo
Taupo (/[invalid input: 'icon']ˈtoʊpɔː/ TOH-paw) là một thị xã nằm bên hồ Taupo ở trung tâm North Island của New Zealand. Thị xã là thủ phủ của hội đồng huyện Taupo và nằm ở phía nam vùng Waikato.
Taupo có dân số 22300 người. Năm 1953, Taupo chính thức trở thành một đô thị tự quản, nhưng từ năm 1989 thì thuộc quản lý của Hội đồng huyện Taupo, huyện bao gồm thành phố này và vùng phụ cận.
Năm 2009 một đội các công dân Taupo đã giành chiến thắng chương trình Top Town TV2.